# Listă de sculptori englezi
Aceasta este o listă de sculptori englezi.

## A
- Kenneth Armitage (1916-2002)

## B
- William Bloye (1890-1975)

## E
- Jacob Epstein (1880-1959)

## H
- Barbara Hepworth (1903-1975)

## K
- Anish Kapoor (1954-)

## L
- Richard Long (1945-)

## M
- Henry Moore (1898-1986)
- John Mossman (1817-1890)

## N
- Joseph Nollekens (1737-1823)

## T
- Hamo Thornycroft (1850-1925)

## W
- George Frederic Watts (1817-1904)